# Erodium sosnowskianum
Erodium sosnowskianum là một loài thực vật có hoa trong họ Mỏ hạc. Loài này được Fed. mô tả khoa học đầu tiên năm 1941.